# Terminativus
A terminativus egy nyelvtani eset, mely helyet határoz meg. A terminativusban álló főnév a mozgás célja (Terminus).

## A sumér nyelvben
A  sumerológiában meghonosodott egy nyelvtani eset-fogalom, mely gyakran az irányt is megadja egy adott célhoz.
Példa:
| ki-bi-še                 | baninĝar        |
| hely-létige-Terminativus | ő azt oda tette |
| „ő azt a helyére tette“  |                 |

## A finnugor nyelvekben
A terminativus előfordul néhány  finnugor nyelvben is.

### A magyar nyelvben
A magyar nyelvben a terminativus ragja az -ig; például házig.
Az -ig rag időbeli határt is kifejezhet; például  keddig .
Személyes névmásaink nem veszik fel azt a ragot.
Mutató névmásainknál kettős d szerepel dd : ez + -ig → eddig és az + -ig → addig.
Ide tartozó kérdőszavunk : meddig.

### Az észt nyelvben
Az észt nyelvben a terminativus ragja -ni illetve többes számban -teni vagy -deni; például piirini „a határig“, majani „a házig“, majadeni „a házakig“.

## Amongol nyelvcsaládban
A  kalmük nyelvben  fennmaradt a terminativus a  -ča vagy  -če ragokkal; például χōlāčā „nyakig“, de  csak ritkán jut szerephez.

## A tibeti nyelvben
A  tibeti nyelvben  a terminativus a  8  nyelvtani eset  egyike. Ragjai: -ru, -su, -tu, -du, -r.

## Fordítás
- Ez a szócikk részben vagy egészben  a   Terminativ című német Wikipédia-szócikk fordításán alapul.  Az eredeti cikk szerkesztőit annak laptörténete sorolja fel. Ez a jelzés csupán a megfogalmazás eredetét és a szerzői jogokat jelzi, nem szolgál a cikkben szereplő információk forrásmegjelöléseként.